# オレッジョ
オレッジョ（伊: Oleggio）は、イタリア共和国ピエモンテ州ノヴァーラ県にある、人口約14,000人の基礎自治体（コムーネ）。

## 地理

### 位置・広がり
| 隣接するコムーネは以下の通り。括弧内のVAはヴァレーゼ県所属を示す。 - ベッリンツァーゴ・ノヴァレーゼ - マラーノ・ティチーノ - メッツォメリーコ - モーモ - ヴァプリオ・ダゴーニャ - ヴィッツォーラ・ティチーノ (VA) - ロナーテ・ポッツォーロ (VA) |

## 行政

### 分離集落
オレッジョには、以下の分離集落（フラツィオーネ）がある。
- Bedisco, Carmine, Fornaci, Gaggiolo, Loreto, Motto, San Gaudenzio, San Giovanni, Sant'Eusebio, Santo Stefano.